# Gaspar Fernandes
Gaspar Fernandez  (* 1563 oder 1571; † 1629) war ein Komponist, Organist und Kapellmeister der Renaissance in Lateinamerika. Er wirkte in den Kathedralen von Santiago de Guatemala, dem heutigen Antigua Guatemala, sowie Puebla de los Ángeles, Neuspanien.

## Leben
Es wurde bisher von der musikwissenschaftlichen Forschung allgemein angenommen, dass Gaspar Fernández aus Évora in Portugal stammte, wo er seine musikalische Ausbildung erhalt und wo er 1590 als Sänger und Organist der Kathedrale bezeugte ist. Die meisten Musikhistoriker stimmen darin überein, dass dieser Gaspard Fernandes identisch war mit dem Mann, der am 16. Juli 1599 zum Organisten der Kathedrale von Santiago in der Hauptstadt Mittelamerikas Guatemala (heute Antigua Guatemala) ernannt wurde.
Dokumente der Kathedrale in Évora beweisen die Anwesenheit und Tätigkeit eines Gaspar Fernandez – mit „z“ – in Portugal mindestens bis zum Jahr 1599. Allerdings ist die Anwesenheit des Komponisten in Guatemala und Mexiko bereits einige Jahre davor belegt. Neue Forschungen widerlegen die Annahme, dass Fernandez aus Portugal kam und weisen die Anwesenheit Gaspar Fernandez in Guatemala bereits im Jahr 1597 nach, als er als Subdiakon der Kathedrale wirkte. Weitere Dokumente beweisen, dass Gaspar Fernandez als einer der ersten Schüler im Priesterseminar der Mariä Himmelfahrt (“Colegio Seminario de La Asunción”) in Guatemala aufgenommen wurde. Dieses Seminar wurde 1598 durch Erlass Königs Philipp II. gegründet, um die Anforderungen des Konzils von Trient zu erfüllen. Das Seminar nahm ausschließlich jene auf, die aus spanischen (iberischen) Haushalten stammten. Es ist also zu vermuten, dass Gaspar Fernandez im Bischofssitz Guatemala geboren wurde, und dass seine Herkunft ihm den Zugang zu einer musikalischen und theologischen Ausbildung ermöglichte.
1606 boten ihm die Würdenträger der Kathedrale von Puebla den Posten des Kapellmeisters an, den bis dato Fernandes’ verstorbener Freund aus gemeinsamen Zeiten in Santiago, Pedro Bermúdez, innegehabt hatte. Am 12. Juli desselben Jahres verließ Fernandes Santiago und trat am 15. September sein Amt in Puebla de los Ángeles in Neuspanien, heute Puebla, Mexiko, an, das er bis zu seinem Tod im Jahre 1629 ausübte.

## Werk
Eine der für die Nachwelt wichtigsten Leistungen Fernandes’ war seine Sammlung und Edierung verschiedener Bücher mit Chormusik, u. a. zur römisch-katholischen polyphonen Liturgie, von denen einige in Guatemala erhalten sind. Sie enthalten Werke der spanischen Komponisten Francisco Guerrero, Cristóbal de Morales und Pedro Bermúdez. Zur Vervollständigung dieser Bücher komponierte Fernandes einen Zyklus von acht Benedicamus Domino (das Versikel, das bei der Vesper auf das Magnificat folgte und bei bestimmten Messen den Schlussruf Ite, missa est ersetzte), jedes in einer anderen Kirchentonart. Außerdem fügte er seine eigene Vertonung des Magnificat in der fünften Kirchentonart, einige Fauxbourdons ohne Text sowie einen Vesperhymnus für das Schutzengelfest hinzu.
Während seiner Zeit in Puebla konzentrierte er sich weniger auf die Komposition lateinischer Liturgiemusik, sondern verfasste eine erhebliche Zahl von volkstümlichen Villancicos für Matutinen. Dieser Teil seines Œuvres zeigt eine große sprachliche Bandbreite: von spanischen über pseudo-afrikanische bis hin zu indianischen und gelegentlich auch portugiesischen Texten. Eines der Villancicos, Xicochi, ist aufgrund seiner Verwendung des Aztekischen bemerkenswert. Seine Musik verlässt den Kontrapunkt des 16. Jahrhunderts und reflektiert die neue barocke Suche nach Ausdruck des Textes. Der größte Teil dieser Sammlung ist im Oaxaca-Codex erhalten und wurde von Robert Stevenson und Aurelio Tello erforscht, ediert und publiziert.
Fernández ist für die Musikgeschichte von Mittel- und Lateinamerika von höchster Wichtigkeit, da er zusammen mit seinem Kapellmeister Pedro Bermúdez die vier in der Kathedrale von Guatemala erhaltenen Chorbücher zusammengestellt hat, die uns heute ermöglichen, die liturgische Musik der Wende vom 16. zum 17. Jahrhundert zu erforschen. Von seinen eigenen Vesper-Kompositionen steuerte er einen Zyklus von polyphonen Vertonungen des Verses Benedicamus Domino bei sowie ein Magnificat im 5. Modus und die Hymne Custodes Hominum, beide für vierstimmigen Chor a cappella.

## Werke
- Magnificat quinti toni (1602), über den biblischen Text (Lukas 1:46-55).
- 8 Benedicamus Domino (1602), zum Abschluss des Vespergottesdienstes.
- Custodes hominum (1605), Vesper-Hymne für das Fest der Engel.
- Zahlreiche Villancicos über Texte in verschiedenen Sprachen.